# Титов (Семикаракорский район)
Тито́в — хутор в Семикаракорском районе Ростовской области.
Входит в состав Задоно-Кагальницкого сельского поселения.

## География
Хутор расположен в восточной части Задоно-Кагальницкой сельской администрации, на расстоянии 7 км.
Расположен в окружении многочисленных рек: русло старого Дона, Титовки, Михалёвки, Солёного, Бешенного, Запертого. Совсем недалеко от хутора протекает река Дон. Во время разливов Дон и все мелкие речки выходят из берегов, но хутор никогда не затапливает, потому что он находится на возвышенности.

## История
Своё название хутор Титов получил в честь помещика Титова, проживавшего в когда-то в хуторе.
Из документов прошлого известно, что первая церковно-приходская школа была открыта в Титове в 1885 году.
При советской власти в хуторе был создан ревком, председателем которого был Иван Матвеевич Жуков. После его гибели председателем ревкома стал Н. В. Бондаренко. В 1929 году в Титов пришла коллективизация. Первым председателем колхоза стал присланный с верховьев Дона И. П. Сизов.
В годы Великой Отечественной войны 105 титовцев ушли защищать Родину, 70 из них не вернулись с полей сражений.
В 1960-е годы численность населения была выше, так как была высокой рождаемость. В школе училось 270—280 чел. В настоящее время детей в школе чуть больше 100 человек. Численность населения составляет 1040 человек.
Вплоть до 1990-х годов в хуторе был винсовхоз со своими мастерскими, гаражом, свинофермой, МТФ, винцехом, с большими площадями виноградников, также огромными садами. В 1980-е годы винсовхоз неоднократно награждался переходящим Красным Знамени за успехи и достижения в народном хозяйстве.
Орденом Трудового Красного Знамени был награждён тракторист винсовхоза — Дрожжачих Вячеслав Иванович 1932 года рождения (№ 842467, № 273541) 15.01.1974 года.
С развалом СССР развалилось и хозяйство. В настоящее время земля находится в аренде. Предприятий никаких нет.
В 1970-е и 1980-е годы было построено много 2-квартирных домов. В 1990-е годы дороги в хуторе были асфальтированы. В 2007—2008 годах в дома хуторян проложили водопровод. Ведётся газификация хутора.

## Население
| 2010 |
| ---- |
| 904  |

## Улицы
| - пер. Вишневый - пер. Дружбы - пер. Молодёжный - пер. Пионерский - пер. Промышленный | - ул. Абрикосовая - ул. Донская - ул. Казачья - ул. Мирная | - ул. Мичурина - ул. Набережная - ул. Советская - ул. Тимирязевская |

## Инфраструктура
На хуторе расположены школа, ДК, детский сад, медпункт, магазины, почта, АТС.

## Достопримечательности
Как и во всех поселениях района, в центре хутора памятник — братская могила захоронения воинов-земляков павших во время ВОВ, также памятник Ленину.

## Археология
Археологический объект — первоначальное расположение города Траилина.
Впервые в исторических документах Траилин упоминается в 1672 году. Распространены и другие названия города — где-то его называют Троилином, где-то станицей Траилинской. Осенью 2012 года было обнаружено место, на территории которого когда-то располагался городок Траилин. Под этой находкой подразумевается первоначальное месторасположение города, потому что в связи с разными событиями жители Траилина были вынуждены переселяться. Территория археологического объекта находится в Задоно-Кагальницком сельском поселении и максимально близко располагается к хутору Титову. В картах К. И. Крюйса Траилин обозначен как поселение на правом берегу реки Дон. Различие между данными на карте и обнаруженным объектом около хутора Титова, можно объяснить сменой направления русла Дона. Месторасположением поселения была первая надпойменная терраса.
На территории обнаруженного объекта можно увидеть следы работы черных археологов и их находки. Это фрагменты керамики — горшки с низким горлом, сделанные из разных видов глины. Размеры посуды — разные. Можно выделить два основных направления росписи горшков. В первом случае используется прочерченный орнамент, во второй случае — роспись кистью. Найдены небольшие фрагменты стекла, размер которых 1 или 2 миллиметра. Черные археологи ищут в этом месте монеты, изготовленные при Петре I.